# 表岩屑
表岩屑是覆蓋在固體岩石上的數層寬鬆的異種物質。它包括塵埃、土壤、破碎的岩石，和存在於地球、月球、一些小行星和其他行星相關的物質。這個名詞是喬治·珀金斯·美林在1897年最早定義的，他的說明是：這層覆蓋物的來源是通過岩石風化或由植物生長的材料在原地製成。在其他的事例中，風、水、冰或其他來源的遷徙是不完全的，並且或多或少有分解上的問題，無論其本質或來源為何，在整個地函上是不堅結的物質，因此建議稱為表岩屑（風化層）。

## 在地球
在地球，表岩屑由以下被細分的成分組成：
- 土壤
- 沖積層和其他被遷徙的覆蓋物，包括風成、冰河、海洋和重力流的程序。
- 腐泥岩：通常再細分為
  - 上層腐泥岩：完全氧化的底岩。
  - 底層腐泥岩：化學上造成部分風化的岩石。
  - Saprock：因風化作用瀕臨破碎邊緣的破碎底岩。
- 火山灰和岩漿
- 鈣質殼：由土壤、腐泥岩和遷徙的材料，包括黏土、矽酸鹽、氧化鐵和氧化物、碳酸化合物和硫酸鹽等黏接形成，並且比較不會互相取代，成為堅硬的層次抵抗風化和侵蝕。
- 地下水和水沉積鹽。
- 從生物和有機的成分延伸出來的。

表岩屑的厚度可以從完全沒有到數百米之間變化著，它的年齡也可以從剛剛生成到因為灰燼陷落或沖積層的變化而已經存在千萬年的時間。再澳洲的一些地區就發現了前寒武紀時代的表岩屑。
地球上的表岩屑起源於風化和生物過程，但如果其中包含一定比率的生物化合物，它通常會被歸類為土壤。人們也會因為表岩屑的各種不同的類形而稱之為土、灰塵、石渣、沙和泥（在潮濕時）。
在地球，表岩屑的存在是許多生物賴以維生的一個重要事實，因為只有少數的植物可以生長在固體的岩石上，並且如果沒有鬆散的材料，動物就無法挖掘洞穴或建立遮風避雨的棚子。
表岩屑對修建大廈、道路和其他民生工作的建築師也很重要。不同物理性質的表岩屑，可以作為各種不同嚴苛用途的建築材料。
許多礦物沉積在表岩屑之中，例如礦砂、鈣結層鈾、紅土型鎳礦沉積和其他種類。在其他地方，了解表岩屑的性質，特別是地球化學的構造，對地球化學和地球物理，和在它之下的礦床的探測都至關重要。表岩層也是包括沙、石渣、石灰和石膏等建築材料的重要來源。
表岩屑也是蓄水層存在或消失發生的區域，許多蓄水層，例如沖積蓄水層，整個都存在於表岩屑之內；表岩屑的成分也會強烈的影響到水的性質是含鹽或是酸化的物質。

## 在月球

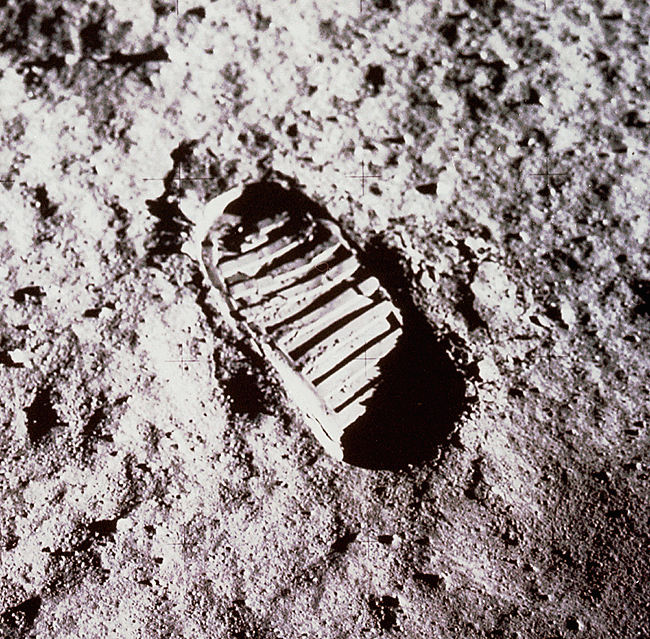
這張著名的圖像是阿波羅11號為顯示月球土壤細緻和粉狀的紋理而拍攝的。

幾乎整個月球表面都覆蓋著表岩屑，只有非常陡峭的火山口壁和偶爾有一些熔岩渠道上才會有基岩裸露出來。這些表岩屑是在過去的46億年期間，經由大大小小的隕石、平穩的轟擊表面的微隕石和太陽與行星際空間的帶電粒子，撞擊和分割表面的岩石。
微隕石的撞擊，有時速度會超過60,000 mph（30 km/s），可以產生足夠的熱熔化或汽化部分的微塵。這種熔化和重新冷凍使微粒銲接成玻璃狀、接合邊緣膠合
表岩屑在月海的厚度經常在4-5米，而在較老的高地區域厚度可以增加至10-15米。在這些真實的表岩屑之下是經常是"巨大表岩屑"，是被巨大的撞擊創造的破碎的短而堅實的基岩。
月球土壤這個名詞經常會被用來取代"月球表岩屑"，但是傳統上是指較細緻的表岩屑，是直徑在1公分以下的顆粒。有些人責難土壤這個字不適用於月球，因為土壤應該有有機的成分，但是月球上甚麼都沒有。然而，月球科學家都將這當成標準用法，都不理這個區別。"月球塵埃"通常是指比月球土壤還要細緻的物質，在直徑上通常都在30微米的比例最多。
月球表岩屑的物理和光學特性是經由太空風化的過程而改變的，表岩屑因而隨著時間過去而變暗，導致隕石坑的輻射線逐漸黯淡而消失。
在阿波羅登陸月計畫的早期，康奈爾大學的湯馬斯·哥德和總統科學諮詢會議的部分成員提出表岩屑之上數層厚實的塵土能否支撐登月模組的重量，而模組是否會沉陷至塵埃之內。然而，也是康奈爾大學的約瑟夫·維佛卡（Joseph Veverka）指出哥德算錯了疊加的塵土厚度，應該只有二三公分的厚度。的確，表岩屑經由阿波之前的測量員太空船機器人發現是相當牢固的，並且在阿波羅計畫期間，太空人經常發現必須用錘子才能將工具置入礦樣。

## 在火星

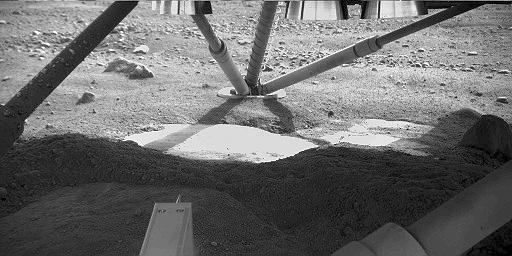
在NASA的火星登陸艇鳳凰號太空船的下降噴嘴明顯的清除了一些塊狀的土壤，暴露出下面的冰。

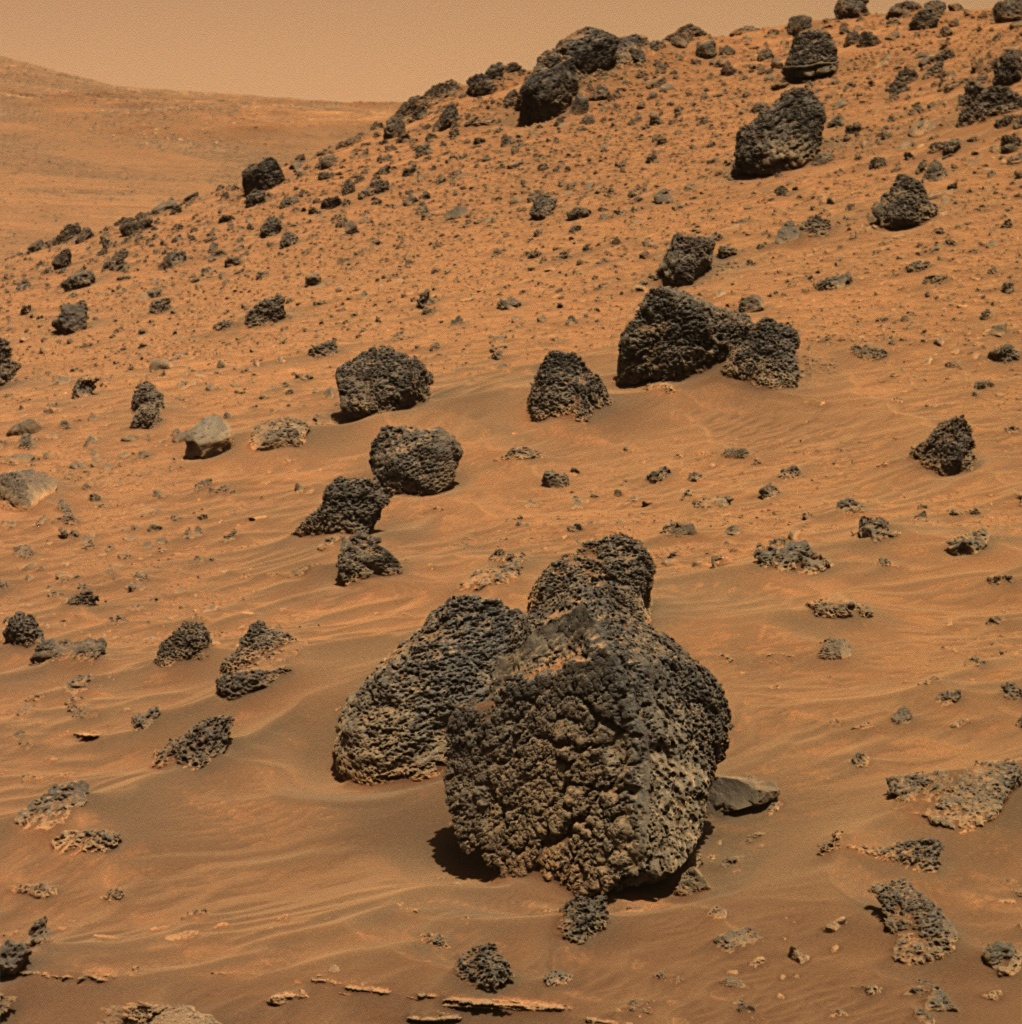
NASA的火星探測船精神號拍攝到的火星沙子和冰礫。

火星被廣漠無垠的沙子與塵土覆蓋著，並且它的表面只有少數雜亂的岩石和卵石，塵土偶爾會被揚起形成行星級的沙塵暴。火星的塵土非常細緻，可以在大氣中懸浮很長的時間，使火星的天空呈現紅色。由於目前的火星大氣密度極低，因此相信沙在風中的移動是緩慢的；在過去，渠道和河谷中流動的液態水可能造成火星的表岩屑。火星研究人員現在正在研究是否地下水挖掘塑造出火星目前的表岩屑，以及存在火星上的二氧化碳水合物扮演的角色。
相信大量的水和乾冰被凍結在火星部分赤道地區的表岩屑內，以及在高緯度的表面。

## 在小行星

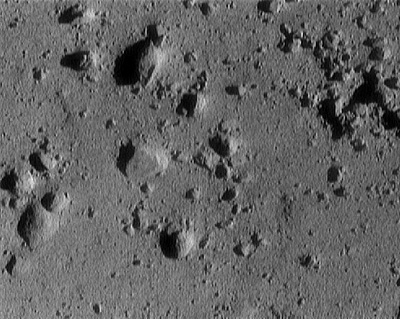
會合-舒梅克號從愛神星上250米高處拍攝的表面，這張影像涵蓋的面積只有12米的直徑。

小行星由於隕石體的撞擊也會發展出表岩屑。會合-舒梅克號太空船最後從愛神星傳回的最佳影像顯示小行星也有表岩屑。最近，日本的隼鳥號任務也送回令人驚訝的小行星表岩屑影像，由於這顆小行星是如此的小，而被認為重力不足以發展和維繫住表岩屑。

## 在泰坦

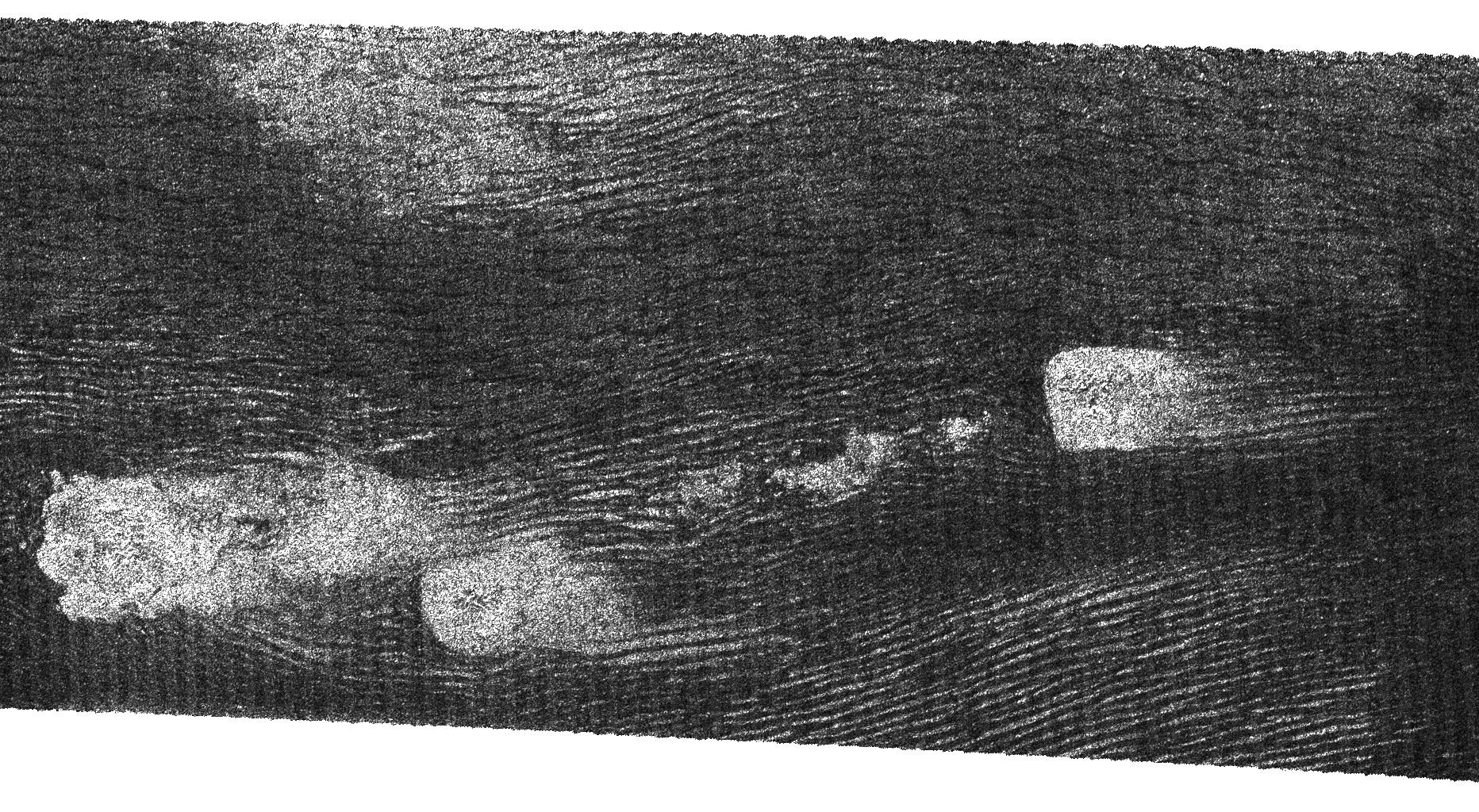
卡西尼號太空船的雷達影像，呈現泰坦上一塊長寬約為160 X 325公里（99 X 202英里）的沙丘。

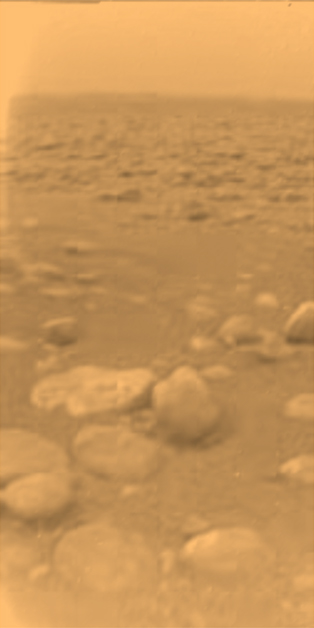
惠更斯太空船從約85公分高的位置拍攝到泰坦表面的卵石。

已經知道泰坦有廣泛的沙丘地形，但不知道是如何形成的，沙丘的起源和形成可能是小塊的水冰在流動的甲烷中受到侵蝕，或是在泰坦的大氣中形成顆粒狀然後以落水的形式降落到表面。科學家起初將這種失落的冰凍物質稱為『表岩屑’，因為這種機制類似於其它天體上的表岩屑，雖然在傳統（語源學）上這個語詞只適用於礦物中的石英、斜長石或岩石碎片等這種結構鬆散的礦物層。冰凍的鬆散的顆粒在地球上不會被當成表岩屑，因為在地球上它們是以降雪的形式落在表面上，這些顆粒只要少許的溫度或壓力變化就會融解和溶化。一個理想的冰-表岩屑要經歷完整的侵蝕、風成和/或沉積的過程，對泰坦而言，因為它的熱力學環境，這些都是新近的過程。
惠更斯號探測船使用透度儀在降落的地點探索表岩屑的物理特質。表面本身的報告認為像黏土-‘’物質可能有一層薄薄的外殼，其下有著密度相對均勻的表岩屑"。後續的資料分析顯示，一致性的讀數可能是惠更斯號降落在一大堆的卵石中間所導致的，而對表面更佳的描述應該是冰凍顆粒組成的沙丘。探測器著陸後的影像顯示被卵石覆蓋的平坦平原。這些卵石可能是冰凍的水，顯示出有點圓形，可能暗示液體對它 們的作用。

## 外部連結
- Lunar Regolith and Fragmental Breccias[永久]
- Cooperative Research Centre for Landscape, Environments, and Mineral Exploration （页面存档备份，存于）
- The Regolith Glossary: Surficial Geology, Soils and Landscapes, Richard A Eggleton, Editor （页面存档备份，存于）